# Alfred Hillebrandt
Alfred Hillebrandt född 15 mars 1853 i Groß-Nädlitz (nära Breslau), Schlesien, död 18 oktober 1927 i Deutsch Lissa, var en tysk sanskritist. 
Hillebrandt blev 1883 extra ordinarie och 1888 ordinarie professor i sanskrit och jämförande indoeuropeisk språkforskning vid universitetet i Breslau. 
Hillebrandts vetenskapliga skrifter rör sig företrädesvis på den indiska mytologins och offerritualens område, delvis i polemik särskilt mot den av Richard Pischel och Karl Friedrich Geldner företrädda riktningen i tolkningen av Rigveda (jämför hans under pseudonymen Fritz Bonsens utgivna skrift Die Götter des Rigveda. Eine euhemeristische Skizze, 1894). Hillebrandts huvudsakliga arbeten är Über die Göttin Aditi (1876), Varuna und Mitra, ein Beitrag zur Exegese des Veda (1877), Das altindische Neu- und Vollmondsopfer (1880), Vedachrestomathie (1885), Die Sonnenwendfeste in Alt-Indien (1889), Vedische Mythologie (I-III, 1896-1902), Alt-Indien, kulturgeschichtliche Skizzen (1899), "Rituallitteratur. Vedische Opfer und Zauber" (1897, i Johann Georg Bühlers Grundriss der indoarischen Philologie, III, 2). För "Bibliotheca Indica" i Calcutta har Hillebrandt utgivit text och kommentar till Shankhayana Crauta-sutra (fyra band, 1888 ff.).